# Großer Preis von Frankreich 1985
Der Große Preis von Frankreich 1985 (offiziell 71e Grand Prix de France) fand am 7. Juli auf dem Circuit Paul Ricard in Le Castellet statt und war das siebte Rennen der Formel-1-Weltmeisterschaft 1985.

## Berichte

### Hintergrund
Nach zwei Überseerennen, die man ausgelassen hatte, um sich der Weiterentwicklung des Wagens zu widmen, kehrte das Zakspeed-Team rechtzeitig zum zweiten Teil der Europa-Saison ins Teilnehmerfeld zurück.
Tyrrell brachte erstmals ein Exemplar des neuen 014, der mit einem Turbomotor von Renault ausgestattet war, an den Start. Der Wagen wurde von Martin Brundle pilotiert. Somit war Stefan Bellof an diesem Wochenende der einzige Fahrer, der nach wie vor mit einem herkömmlichen Ford-Cosworth-Saugmotor antreten musste.
Das Renault-Werksteam setzte ebenfalls einen weiterentwickelten Wagen des Typs RE60B ein, der über einen neuen Motor verfügte. Patrick Tambay steuerte das Fahrzeug, während sein Teamkollege Derek Warwick weiterhin die bereits erprobte Version einsetzte.

### Training
Ayrton Senna musste sich an diesem Wochenende im Training dem Sieger des Großen Preises der USA Ost, Keke Rosberg, geschlagen geben. Hinter den beiden qualifizierten sich Michele Alboreto und Alain Prost für die zweite Startreihe. Es folgte mit Nelson Piquet der schnellste der mit Pirelli-Reifen ausgestatteten Piloten vor Niki Lauda.
Da ihm in der schnellen Signes-Kurve unvermittelt ein Reifen platzte, verunfallte Nigel Mansell während des zweiten Qualifikationstrainings schwer. Er prallte mit dem Helm gegen den Pfosten eines Fangzaunes und verzichtete daher auf die Teilnahme am weiteren Rennwochenende.
Alle Piloten qualifizierten sich mit einer Durchschnittsgeschwindigkeit von mehr als 200 km/h.

### Rennen
Am Renntag war es sehr heiß, was sich als Vorteil für die mit Pirelli-Reifen ausgestatteten Piloten erweisen sollte. Dies wurde unter anderem dadurch deutlich, dass Piquet innerhalb der ersten zehn Runden an Senna und Rosberg vorbei gelangte und dadurch die Spitze übernahm, die er fortan bis ins Ziel verteidigte.
Nachdem Senna aufgrund eines Motorschadens ausgeschieden war, übernahm Lauda, der zuvor Elio de Angelis überholt hatte, den dritten Rang hinter Rosberg. Sein Teamkollege Prost folgte ihm auf Rang vier. Diese Reihenfolge blieb bis zur 30. Runde konstant, als Lauda wegen eines Getriebeschadens ausschied und Prost den dritten Platz einnahm. In Runde 39 überholte er Rosberg, der aufgrund schlechter werdender Reifen langsamer wurde. Als Reaktion darauf steuerte der Finne die Boxen an, um neue Reifen aufziehen zu lassen. Diese ermöglichten ihm, Prost erneut einzuholen und in der letzten Runde wieder den zweiten Rang einzunehmen. Ebenfalls in der letzten Runde gelangte Stefan Johansson an de Angelis vorbei und belegte somit den vierten Rang vor diesem und Tambay.
Piquet, der vor dem Rennen mit lediglich einem WM-Punkt den 16. Rang in der Fahrerwertung belegt hatte, rückte durch seinen Sieg auf den siebten Platz nach vorn. Der Sieg von Piquet sollte sich als der letzte Sieg von Brabham in der Geschichte der Formel-1 herausstellen.

## Meldeliste
| Team                           | Nr. | Fahrer             | Chassis         | Motor                         | Reifen |
| ------------------------------ | --- | ------------------ | --------------- | ----------------------------- | ------ |
| Marlboro McLaren International | 01  | Niki Lauda         | McLaren MP4/2B  | TAG/Porsche TTE PO1 1.5 V6t   | G      |
| Marlboro McLaren International | 02  | Alain Prost        | McLaren MP4/2B  | TAG/Porsche TTE PO1 1.5 V6t   | G      |
| Tyrrell Racing Organisation    | 03  | Martin Brundle     | Tyrrell 014     | Renault EF4B 1.5 V6t          | G      |
| Tyrrell Racing Organisation    | 04  | Stefan Bellof      | Tyrrell 012     | Ford Cosworth DFY 3.0 V8      | G      |
| Canon Williams Honda Team      | 05  | Nigel Mansell      | Williams FW10   | Honda RA163-E 1.5 V6t         | G      |
| Canon Williams Honda Team      | 06  | Keke Rosberg       | Williams FW10   | Honda RA163-E 1.5 V6t         | G      |
| Motor Racing Developments      | 07  | Nelson Piquet      | Brabham BT54    | BMW M12/13 1.5 L4t            | P      |
| Motor Racing Developments      | 08  | Marc Surer         | Brabham BT54    | BMW M12/13 1.5 L4t            | P      |
| Skoal Bandit Formula 1 Team    | 09  | Manfred Winkelhock | RAM 03          | Hart 415T 1.5 L4t             | P      |
| Skoal Bandit Formula 1 Team    | 10  | Philippe Alliot    | RAM 03          | Hart 415T 1.5 L4t             | P      |
| John Player Special Team Lotus | 11  | Elio de Angelis    | Lotus 97T       | Renault EF4 1.5 V6t           | G      |
| John Player Special Team Lotus | 12  | Ayrton Senna       | Lotus 97T       | Renault EF4 1.5 V6t           | G      |
| Équipe Renault Elf             | 15  | Patrick Tambay     | Renault RE60B   | Renault EF15 1.5 V6t          | G      |
| Équipe Renault Elf             | 16  | Derek Warwick      | Renault RE60    | Renault EF4B 1.5 V6t          | G      |
| Barclay Arrows BMW             | 17  | Gerhard Berger     | Arrows A8       | BMW M12/13 1.5 L4t            | G      |
| Barclay Arrows BMW             | 18  | Thierry Boutsen    | Arrows A8       | BMW M12/13 1.5 L4t            | G      |
| Toleman Group Motorsport       | 19  | Teo Fabi           | Toleman TG185   | Hart 415T 1.5 L4t             | P      |
| Benetton Team Alfa Romeo       | 22  | Riccardo Patrese   | Alfa Romeo 185T | Alfa Romeo 890T 1.5 V8t       | G      |
| Benetton Team Alfa Romeo       | 23  | Eddie Cheever      | Alfa Romeo 185T | Alfa Romeo 890T 1.5 V8t       | G      |
| Osella Squadra Corse           | 24  | Piercarlo Ghinzani | Osella FA1G     | Alfa Romeo 890T 1.5 V8t       | P      |
| Équipe Ligier                  | 25  | Andrea de Cesaris  | Ligier JS25     | Renault EF4B 1.5 V6t          | P      |
| Équipe Ligier                  | 26  | Jacques Laffite    | Ligier JS25     | Renault EF4B 1.5 V6t          | P      |
| Scuderia Ferrari SpA SEFAC     | 27  | Michele Alboreto   | Ferrari 156/85  | Ferrari 031 1.5 V6t           | G      |
| Scuderia Ferrari SpA SEFAC     | 28  | Stefan Johansson   | Ferrari 156/85  | Ferrari 031 1.5 V6t           | G      |
| Minardi F1 Team                | 29  | Pierluigi Martini  | Minardi M185    | Motori Moderni 615-90 1.5 V6t | P      |
| West Zakspeed Racing           | 30  | Jonathan Palmer    | Zakspeed 841    | Zakspeed 1500/4 1.5 L4t       | G      |

## Klassifikationen

### Qualifying
| Pos. | Fahrer             | Konstrukteur           | Qualifikationstraining 1 | Qualifikationstraining 1 | Qualifikationstraining 2 | Qualifikationstraining 2 | Start |
| Pos. | Fahrer             | Konstrukteur           | Zeit                     | Ø-Geschwindigkeit        | Zeit                     | Ø-Geschwindigkeit        | Start |
| ---- | ------------------ | ---------------------- | ------------------------ | ------------------------ | ------------------------ | ------------------------ | ----- |
| 01   | Keke Rosberg       | Williams-Honda         | 1:33,484                 | 223,739 km/h             | 1:32,462                 | 226,212 km/h             | 01    |
| 02   | Ayrton Senna       | Lotus-Renault          | 1:32,835                 | 225,303 km/h             | 1:33,677                 | 223,278 km/h             | 02    |
| 03   | Michele Alboreto   | Ferrari                | 1:35,421                 | 219,197 km/h             | 1:33,267                 | 224,259 km/h             | 03    |
| 04   | Alain Prost        | McLaren-TAG-Porsche    | 1:33,547                 | 223,588 km/h             | 1:33,335                 | 224,096 km/h             | 04    |
| 05   | Nelson Piquet      | Brabham-BMW            | 1:33,981                 | 222,556 km/h             | 1:33,812                 | 222,957 km/h             | 05    |
| 06   | Niki Lauda         | McLaren-TAG-Porsche    | 1:33,860                 | 222,843 km/h             | 1:34,166                 | 222,118 km/h             | 06    |
| 07   | Elio de Angelis    | Lotus-Renault          | 1:34,022                 | 222,459 km/h             | 1:34,227                 | 221,975 km/h             | 07    |
| 08   | Nigel Mansell      | Williams-Honda         | 1:34,191                 | 222,059 km/h             | keine Zeit               | –                        | DNS   |
| 09   | Gerhard Berger     | Arrows-BMW             | 1:34,674                 | 220,927 km/h             | 1:37,455                 | 214,622 km/h             | 08    |
| 10   | Patrick Tambay     | Renault                | 1:34,680                 | 220,913 km/h             | 1:36,339                 | 217,108 km/h             | 09    |
| 11   | Derek Warwick      | Renault                | 1:34,976                 | 220,224 km/h             | 1:35,190                 | 219,729 km/h             | 10    |
| 12   | Thierry Boutsen    | Arrows-BMW             | 1:36,051                 | 217,759 km/h             | 1:35,488                 | 219,043 km/h             | 11    |
| 13   | Andrea de Cesaris  | Ligier-Renault         | 1:37,335                 | 214,887 km/h             | 1:35,571                 | 218,853 km/h             | 12    |
| 14   | Marc Surer         | Brabham-BMW            | 1:35,572                 | 218,851 km/h             | 1:35,640                 | 218,695 km/h             | 13    |
| 15   | Jacques Laffite    | Ligier-Renault         | 1:38,173                 | 213,052 km/h             | 1:36,133                 | 217,574 km/h             | 14    |
| 16   | Stefan Johansson   | Ferrari                | 1:37,546                 | 214,422 km/h             | 1:36,140                 | 217,558 km/h             | 15    |
| 17   | Riccardo Patrese   | Alfa Romeo             | 1:36,729                 | 216,233 km/h             | 1:38,745                 | 211,818 km/h             | 16    |
| 18   | Eddie Cheever      | Alfa Romeo             | 1:36,931                 | 215,782 km/h             | 1:38,489                 | 212,369 km/h             | 17    |
| 19   | Teo Fabi           | Toleman-Hart           | 1:37,142                 | 215,314 km/h             | 1:37,657                 | 214,178 km/h             | 18    |
| 20   | Manfred Winkelhock | RAM-Hart               | 1:37,654                 | 214,185 km/h             | 1:45,628                 | 198,016 km/h             | 19    |
| 21   | Martin Brundle     | Tyrrell-Renault        | 1:40,486                 | 208,148 km/h             | 1:40,015                 | 209,129 km/h             | 20    |
| 22   | Jonathan Palmer    | Zakspeed               | 1:40,498                 | 208,124 km/h             | 1:40,289                 | 208,557 km/h             | 21    |
| 23   | Philippe Alliot    | RAM-Hart               | 1:41,647                 | 205,771 km/h             | 1:44,221                 | 200,689 km/h             | 22    |
| 24   | Piercarlo Ghinzani | Osella-Alfa Romeo      | 1:42,136                 | 204,786 km/h             | 1:42,968                 | 203,131 km/h             | 23    |
| 25   | Pierluigi Martini  | Minardi-Motori Moderni | 1:47,523                 | 194,526 km/h             | 1:44,350                 | 200,441 km/h             | 24    |
| 26   | Stefan Bellof      | Tyrrell-Ford           | 1:44,404                 | 200,337 km/h             | 1:45,478                 | 198,297 km/h             | 25    |

### Rennen
| Pos. | Fahrer             | Konstrukteur           | Runden | Stopps | Zeit        | Start | Schnellste Runde |
| ---- | ------------------ | ---------------------- | ------ | ------ | ----------- | ----- | ---------------- |
| 01   | Nelson Piquet      | Brabham-BMW            | 53     | 0      | 1:31:46,266 | 05    | 1:41,528 (02.)   |
| 02   | Keke Rosberg       | Williams-Honda         | 53     | 1      | + 6,660     | 01    | 1:39,914 (46.)   |
| 03   | Alain Prost        | McLaren-TAG-Porsche    | 53     | 0      | + 9,285     | 04    | 1:41,991 (02.)   |
| 04   | Stefan Johansson   | Ferrari                | 53     | 0      | + 53,491    | 15    | 1:43,411 (48.)   |
| 05   | Elio de Angelis    | Lotus-Renault          | 53     | 0      | + 53,690    | 07    | 1:42,046 (03.)   |
| 06   | Patrick Tambay     | Renault                | 53     | 0      | + 1:15,167  | 09    | 1:43,869 (05.)   |
| 07   | Derek Warwick      | Renault                | 53     | 1      | + 1:44,212  | 10    | 1:43,279 (04.)   |
| 08   | Marc Surer         | Brabham-BMW            | 52     | 0      | + 1 Runde   | 13    | 1:41,934 (44.)   |
| 09   | Thierry Boutsen    | Arrows-BMW             | 52     | 1      | + 1 Runde   | 11    | 1:42,226 (46.)   |
| 10   | Eddie Cheever      | Alfa Romeo             | 52     | 1      | + 1 Runde   | 17    | 1:45,399 (31.)   |
| 11   | Riccardo Patrese   | Alfa Romeo             | 52     | 1      | + 1 Runde   | 16    | 1:45,509 (02.)   |
| 12   | Manfred Winkelhock | RAM-Hart               | 50     | 0      | + 3 Runden  | 19    | 1:45,491 (05.)   |
| 13   | Stefan Bellof      | Tyrrell-Ford           | 50     | 1      | + 3 Runden  | 25    | 1:47,553 (33.)   |
| 14   | Teo Fabi           | Toleman-Hart           | 49     | 2      | DNF         | 18    | 1:42,310 (48.)   |
| 15   | Piercarlo Ghinzani | Osella-Alfa Romeo      | 49     | 1      | + 4 Runden  | 23    | 1:48,306 (04.)   |
| –    | Martin Brundle     | Tyrrell-Renault        | 32     | 1      | DNF         | 20    | 1:45,456 (05.)   |
| –    | Niki Lauda         | McLaren-TAG-Porsche    | 30     | 0      | DNF         | 06    | 1:42,037 (03.)   |
| –    | Ayrton Senna       | Lotus-Renault          | 26     | 1      | DNF         | 02    | 1:41,552 (02.)   |
| –    | Gerhard Berger     | Arrows-BMW             | 20     | 0      | DNF         | 08    | 1:43,717 (04.)   |
| –    | Pierluigi Martini  | Minardi-Motori Moderni | 19     | 0      | DNF         | 24    | 1:48,720 (03.)   |
| –    | Philippe Alliot    | RAM-Hart               | 8      | 0      | DNF         | 22    | 1:46,899 (02.)   |
| –    | Jonathan Palmer    | Zakspeed               | 6      | 0      | DNF         | 21    | 1:45,696 (06.)   |
| –    | Michele Alboreto   | Ferrari                | 5      | 0      | DNF         | 03    | 1:41,985 (03.)   |
| –    | Andrea de Cesaris  | Ligier-Renault         | 4      | 0      | DNF         | 12    | 1:41,843 (03.)   |
| –    | Jacques Laffite    | Ligier-Renault         | 2      | 0      | DNF         | 14    | 1:44,273 (02.)   |

## WM-Stände nach dem Rennen
Die ersten sechs des Rennens bekamen 9, 6, 4, 3, 2 bzw. 1 Punkt(e). In der Fahrerwertung wurden die besten elf Resultate, in der Konstrukteurswertung alle Resultate gewertet.

### Fahrerwertung
| Pos. | Fahrer            | Konstrukteur           | Punkte |
| ---- | ----------------- | ---------------------- | ------ |
| 01   | Michele Alboreto  | Ferrari                | 31     |
| 02   | Alain Prost       | McLaren-TAG-Porsche    | 26     |
| 03   | Elio de Angelis   | Lotus-Renault          | 26     |
| 04   | Keke Rosberg      | Williams-Honda         | 18     |
| 05   | Stefan Johansson  | Ferrari / Tyrrell-Ford | 16     |
| 06   | Patrick Tambay    | Renault                | 11     |
| 07   | Nelson Piquet     | Brabham-BMW            | 10     |
| 08   | Ayrton Senna      | Lotus-Renault          | 9      |
| 09   | Thierry Boutsen   | Arrows-BMW             | 6      |
| 10   | Nigel Mansell     | Williams-Honda         | 5      |
| 11   | Stefan Bellof     | Tyrrell-Ford           | 4      |
| 12   | Niki Lauda        | McLaren-TAG-Porsche    | 3      |
| 13   | René Arnoux       | Ferrari                | 3      |
| 14   | Andrea de Cesaris | Ligier-Renault         | 3      |
| 15   | Derek Warwick     | Renault                | 2      |

| Pos. | Fahrer             | Konstrukteur      | Punkte |
| ---- | ------------------ | ----------------- | ------ |
| 16   | Jacques Laffite    | Ligier-Renault    | 2      |
| 17   | Marc Surer         | Brabham-BMW       | 0      |
| 18   | Martin Brundle     | Tyrrell-Ford      | 0      |
| 19   | Eddie Cheever      | Alfa Romeo        | 0      |
| 20   | Piercarlo Ghinzani | Osella-Alfa Romeo | 0      |
| 21   | Philippe Alliot    | RAM-Hart          | 0      |
| 22   | Riccardo Patrese   | Alfa Romeo        | 0      |
| 23   | Gerhard Berger     | Arrows-BMW        | 0      |
| 24   | Jonathan Palmer    | Zakspeed          | 0      |
| 25   | Manfred Winkelhock | RAM-Hart          | 0      |
| 26   | Teo Fabi           | Toleman-Hart      | 0      |
| –    | Pierluigi Martini  | Minardi-Ford      | 0      |
| –    | François Hesnault  | Brabham-BMW       | 0      |
| –    | Mauro Baldi        | Spirit-Hart       | 0      |

### Konstrukteurswertung
| Pos. | Konstrukteur        | Punkte |
| ---- | ------------------- | ------ |
| 01   | Ferrari             | 50     |
| 02   | Lotus-Renault       | 35     |
| 03   | McLaren-TAG-Porsche | 29     |
| 04   | Williams-Honda      | 23     |
| 05   | Renault             | 13     |
| 06   | Brabham-BMW         | 10     |
| 07   | Arrows-BMW          | 6      |
| 08   | Ligier-Renault      | 5      |

| Pos. | Konstrukteur      | Punkte |
| ---- | ----------------- | ------ |
| 09   | Tyrrell-Ford      | 4      |
| 10   | Osella-Alfa Romeo | 0      |
| 11   | Alfa Romeo        | 0      |
| 12   | RAM-Hart          | 0      |
| 13   | Zakspeed          | 0      |
| 14   | Toleman-Hart      | 0      |
| –    | Minardi-Ford      | 0      |
| –    | Spirit-Hart       | 0      |